# Cybaeus higoensis
Cybaeus higoensis är en spindelart som beskrevs av Teruo Irie och Ono 2000. Cybaeus higoensis ingår i släktet Cybaeus och familjen vattenspindlar. Inga underarter finns listade i Catalogue of Life.